# Maria Jongeling
Maria Jongeling (Delft, 19 juni 1975) is een Nederlandse voormalig wielrenster en baanwielrenster. In 1993 werd ze wereldkampioene achtervolging bij de junior vrouwen. Jongeling was Nederlands kampioene op de achtervolging van 1993 tot en met 1995, in 1994 won ze ook de Nederlandse titel op de tijdrit.
Maria Jongeling is de oudere zus van voormalig wielrenster Jet Jongeling.

## Belangrijkste uitslagen

### Wegwielrennen
1994
Proloog Westfriese Dorpenomloop
 Nederlands kampioenschap tijdrijden, elite vrouwen
5e Wereldkampioenschap tijdrijden
1995
 Nederlands kampioenschap tijdrijden, elite vrouwen
 Nederlands kampioenschap op de weg, elite vrouwen
14e Wereldkampioenschap tijdrijden

### Baanwielrennen
| Jaar     | NK                                  | EK            | WK                                | Overig                       |
| Junioren | Junioren                            | Junioren      | Junioren                          | Junioren                     |
| -------- | ----------------------------------- | ------------- | --------------------------------- | ---------------------------- |
| 1993     |                                     |               | achtervolging                     |                              |
| Beloften |                                     |               |                                   |                              |
| 1995     |                                     | achtervolging |                                   |                              |
| Elite    |                                     |               |                                   |                              |
| 1993     | achtervolging, sprint · puntenkoers |               | 10e achtervolging 20e puntenkoers | WB Hyeres: 1e achtervolging  |
| 1994     | achtervolging, puntenkoers          |               | 5e achtervolging 13e puntenkoers  |                              |
| 1995     | achtervolging, 500m tijdrit         |               | 15e achtervolging                 | WB Cottbus: 3e achtervolging |